# Anne Haast
Anne Haast (1 de juliol de 1993) és una jugadora d'escacs neerlandesa que té el títol de Gran Mestre Femení des de 2015.
A la llista d'Elo de la FIDE del desembre de 2021, hi tenia un Elo de 2.324 punts, cosa que en feia la jugadora número 123 (en actiu) dels Països Baixos, i la número 80 del rànquing femení mundial. El seu màxim Elo va ser de 2.384 punts a la llista d'agost de 2015 (posició 2.501 al rànquing mundial).

## Resultats destacats en competició
El 2009 fou quarta en el Campionat d'Europa Sub-16 femení. Es va proclamar campiona femenina dels Països Baixos els anys 2014, 2015 i 2016.

### Participació en olimpíades d'escacs
Haast ha participat, representant els Països Baixos, en dues Olimpíades d'escacs en els anys 2012 i 2014 (un cop com a 2n tauler), amb un resultat de (+9 =6 –4), per un 63,2% de la puntuació. El seu millor resultat el va fer a les Olimpíada del 2014 en puntuar 6½ de 10 (+6 =1 -3), amb el 65,0% de la puntuació, amb una performance de 2.420.